# 7 rano
7 rano – pierwszy album studyjny duetu hip-hopowego Red i Spinache. Wydawnictwo ukazało się 9 maja 2005 roku nakładem wytwórni muzycznej Universal Music Polska. Gościnnie w nagraniach wzięli udział m.in.: ówczesna wokalistka Varius Manx – Monika Kuszyńska i lider zespołu L.Stadt – Łukasz Lach. W ramach promocji do pochodzących z płyty piosenek „Wczoraj” i „Uwierz mi” zostały zrealizowane wideoklipy.

## Lista utworów
Opracowano na podstawie materiału źródłowego.
1. „7 rano” (produkcja: Red, Spinache) – 1:51[A]
2. „Fatum” (produkcja: Red) – 4:32[B]
3. „Preludium F-dur” (produkcja: Red) – 2:26[C]
4. „Nasze kobiety” (produkcja: Spinache) – 3:31
5. „Wiem” (produkcja: Spinache, śpiew: Anna Paszewska) – 5:36
6. „Ten funk” (produkcja: Red) – 4:07[D]
7. „Uwierz mi” (produkcja: Spinache, saksofon: Raqba, śpiew: Ola Sochacka) – 5:41
8. „Część mnie” (produkcja: Red, scratche: DJ Cube) – 3:42[E]
9. „Wdech-wydech” (produkcja: Spinache, śpiew: Anna Paszewska) – 3:07
10. „Kochać” (produkcja: Red, saksofon: Raqba, śpiew: Monika Kuszyńska) – 6:21[F]
11. „Kości rzucone 5” (produkcja: Spinache, śpiew: Grecki Piosenkarz) – 2:35
12. „De modzio” (produkcja: Spinache, śpiew: Red) – 5:09
13. „W jeansach” (produkcja: Red) – 3:29
14. „Ma vie 2” (produkcja: Red) – 5:19[G]
15. „Wczoraj” (produkcja: Red, śpiew: Marek Dulewicz, Łukasz Lach) – 3:33[H]
16. „Kryptonite” (produkcja: Red) – 8:18

Notatki
- A^ W utworze wykorzystano sample z piosenki „My Music” w wykonaniu Samuela Jonathana Johnsona[6].
- B^ W utworze wykorzystano sample z piosenki „That’s What You Say (Everytime You're Near Me)” w wykonaniu Glorii Scott[6].
- C^ W utworze wykorzystano sample z piosenki „Phuck U Symphony” w wykonaniu Millie Jackson[6].
- D^ W utworze wykorzystano sample z piosenki „Shine” w wykonaniu The Bar-Kays[6].
- E^ W utworze wykorzystano sample z piosenki „Intimate Friends” w wykonaniu Eddiego Kendricksa[6].
- F^ W utworze wykorzystano sample z piosenki „Come Back Lover Come Back” w wykonaniu The Sylvers[6].
- G^ W utworze wykorzystano sample z piosenki „Nothing Can Stop Me” w wykonaniu Marilyna McCoo i Billy’ego Davisa Jr.[6].
- H^ W utworze wykorzystano sample z piosenki „Mysterious Vibes” w wykonaniu Blackbyrds[6].